# جون تي. ماكوتشون
جون تي. ماكوتشون هو سياسي أمريكي، ولد في 23 مارس 1892 في تاكوما في الولايات المتحدة، وتوفي في 9 أغسطس 1971 في ستيلاكوم في الولايات المتحدة. نشط حزبياً في الحزب الجمهوري. وقد انتخب عضو مجلس نواب واشنطن ‏.